# Jörg Stohler
Jörg Stohler (* 27. August 1949 in Pratteln) ist ein ehemaliger Schweizer Fussballspieler. Er spielte über 300 Meisterschaftsspiele, wurde viermal Schweizer Meister, war dreimal Schweizer Cupfinalist (einmal Sieger 1975) sowie je einmal Ligacupsieger und Alpencupsieger. Zehnmal spielte er für die Nationalmannschaft.

## Vereinskarriere
Stohler begann seine Fussballkarriere bei den Junioren des FC Pratteln. 1970 wechselte er zum FC Basel. Am 30. Juli 1974 schoss er das Tor zum zwischenzeitlichen 1-0 im Alpencupfinal gegen BSC Young Boys, den Basel am Ende jedoch 1:2 verlor. Am 11. Juni 1983 spielte er im Wankdorfstadion in Bern sein 300. Meisterschaftsspiel für Basel.
In der Saison 1988/89 wechselte Stohler zum FC Münchenstein in die 3. Liga als Spielertrainer. Ende der Saison stieg die Mannschaft in die 2. Liga auf.
In seiner Zeit beim FC Basel spielte Stohler auch zehnmal in der Schweizerischen Nationalmannschaft.

## Privatleben
Stohler wurde als Konstruktionsschlosser ausgebildet, war Chemiearbeiter und ist seit 2005 frühpensioniert. Er ist verheiratet und hat zwei erwachsene Kinder.

## Titel und Erfolge
Basel
- Schweizer Meister: 1972, 1973, 1977, 1980
- Schweizer Cupsieger: 1975
- Schweizer Ligacupsieger: 1973
- Alpencupsieger: 1981

Grenchen
- Aufstieg Nationalliga B/Nationalliga A: 1985

Münchenstein
- Aufstieg in die 2. Liga: 1989